# 제노바
제노바(이탈리아어: Genova, Gènova, 리구리아어: Zêna, 영어: Genoa, 프랑스어: Gênes, 독일어: Genua, 스페인어: Génova, 갈리시아어: Xénova)는 이탈리아의 북부에 있는 지중해의 항구 도시로, 리구리아주의 주도이다. 고대 리구리아인들의 도시였다.
유럽 연합은 제노바를 프랑스의 릴과 함께 2004년 유럽 문화 수도(European Capital of Culture)로 선정하였다.

## 역사
크리스토퍼 콜럼버스의 출생지로 유명하다. 기원전 200년에 로마인들이 정착하여, 로마 해군의 본부가 되었다. 8세기 중반에는 중요한 해군 도시가 되었고, 13세기에는 지중해의 지배권을 확립하였다. 베네치아와 더불어 동방 무역의 중심지로, 향료를 수입해 많은 이득을 얻었다. 1320년 베네치아와의 전투에서 패하였고, 오스만 제국이 제노바의 동쪽을 빼앗았다. 1528년 귀족들이 지배하는 새 헌법을 세웠다. 1800년에는 나폴레옹 1세에 의하여 프랑스에 합방되었고, 1815년에는 사르데냐 왕국이 차지하였고, 1861년에는 이탈리아 왕국에 병합되었다.

## 경제
제노바는 예로부터 이탈리아 북부의 중요한 항구 도시들 중의 하나였다. 조선업이 도시의 중요한 공업이며, 직물, 기계, 철강, 철도 등의 공업도 발달하였다.
제노바 대도시 지역의 2011년 GDP는 301억 달러, 1인당 33,003달러였다.
리구리아 농업은 고품질 제품(꽃, 포도주, 올리브유)에 대한 전문화 패턴을 증가시켰고, 따라서 노동자 1인당 총 부가가치를 국가 평균보다 훨씬 높은 수준으로 유지할 수 있었다(차이는 약 42 %). 1999). 꽃 생산 가치는 농업 부문 매출의 75 % 이상을 차지하며 축산업(11.2 %)과 채소 재배(6.4 %)가 그 뒤를 잇는다.
한때 호황을 누리던 1950년대와 1960년대에 주요 산업이었던 철강은 1980년대 후반 위기 이후 단계적으로 사라졌다. 따라서 리구리아 산업은 다양한 범위의 고품질과 첨단 기술 제품(식품, 조선(세스트리 포넨테 및 대도시 지역 – 세스트리 레반테), 전기 공학 및 전자, 석유화학, 항공 우주 등)으로 전환했다. 그럼에도 불구하고 이 지역은 여전히 번영하는 조선 부문(요트 건설 및 유지 보수, 유람선 건조, 군용 조선소)을 유지하고 있다.
서비스 부문에서 리구리아의 근로자 1인당 총 부가가치는 전국 평균보다 4 % 높다. 이는 특히 상업과 관광 분야에서 현대 기술의 확산이 증가하고 있기 때문이다. 우수한 고속도로 네트워크(2000년 376 km)는 접경 지역과의 통신을 비교적 쉽게 만든다. 주요 고속도로는 니스(프랑스), 사보나, 제노바 및 라스페치아의 주요 항구를 연결하는 해안선을 따라 위치한다. 인구 1000명당 승용차 대수(2001년 524대)는 전국 평균(584대)에 미치지 못한다. 평균적으로 약 1,700만 톤의 화물이 이 지역의 주요 항구에서 운송되고 약 5,700만 톤이 이 지역으로 들어간다. 무역량이 5,860만 톤인 제노바 항구는 세계 1위이다. 이탈리아, 200피트 등가 단위로 환적항인 지오이아 타우로에 이어 두 번째로 무역량이 200만 TEU 이상이다. 화물 여객 교통의 주요 목적지는 시칠리아, 사르데냐, 코르시카, 바르셀로나와 카나리아 제도이다.

## 인구통계
2011년 초에 제노바에 거주하는 인구는 608,493명으로 이 중 남성이 47 %, 여성이 53 %였다. 이 도시는 급속한 고령화와 오랜 인구 감소의 역사가 특징이며, 지난 10년 동안 부분적으로 둔화되었다. 제노바는 출생률이 가장 낮고, 이탈리아 대도시 중 가장 고령화되어 있다. 미성년자(18세 이하 어린이)는 전체 인구의 14.12 %에 불과하며, 연금 수급자는 26.67 %에 불과하다. 이는 이탈리아 평균 18.06 %(미성년자)와 19.94 %(연금 수급자)와 비교된다. 제노바 거주자의 중간 연령은 47세로 이탈리아 평균인 42세와 비교된다. 제노바의 현재 출생률은 인구 1,000명당 7.49명으로 전국 평균인 9.45명과 비교된다.

### 언어
제노바 방언(Zeneize)은 리구리아어의 가장 중요한 방언이며 제노바에서 이탈리아어와 함께 일반적으로 사용된다. 리구리아어는 민족학자에 의해 고대 리구리아어와 혼동되지 않도록 로만슈어 분파인 리구리아 로만슈어에 속하는 언어로 등재되어 있다. 롬바르디아, 피에몬테주 및 주변 지역의 언어와 마찬가지로 갈리아-이탈리아어 파생이다.

## 지리
제노바시는 리구리아해와 아펜니노산맥 사이의 면적이 243 km2이다. 이 도시는 해안을 따라 볼트리 인근에서 네르비까지 약 30 km, 폴체베라 및 비사뇨 계곡을 따라 해안에서 북쪽으로 10 km 뻗어 있다. 제노바의 영토는 일반적으로 중앙, 서쪽, 동쪽, 폴체베라 및 비사뇨 계곡의 5개 주요 구역으로 나뉜다. 도심의 대부분이 저지대에 위치하지만, 주변 지역은 산이 많고 미개발 토지는 일반적으로 가파른 지형이다.
제노바는 두 개의 인기 있는 리구리아 휴양지인 카모글리와 포르토피노에 인접해 있다. 제노바의 대도시 지역에는 아베토 자연 지역 공원이 있다.

### 기후
제노바는 쾨펜의 기후 구분에서 온난 습윤 기후(Cfa)를 가지고 있다. 한 여름에만 40mm 미만의 강우량이 있기 때문에 제노바 저지대에 대한 특별 참고 사항과 함께 지중해로만 분류되는 것을 방지한다.
연평균 기온은 낮에는 약 19 °C이고, 밤에는 13 °C이다. 가장 추운 달: 12월, 1월, 2월의 평균 기온은 낮에는 12 °C이고 밤에는 6 °C이다. 가장 따뜻한 달인 7월과 8월의 평균 기온은 낮에는 27.5 °C이고, 밤에는 21 °C이다. 일일 온도 범위는 제한되어 있으며, 고온과 저온 사이의 평균 범위는 약 6 °C이다. 제노바는 또한 여름은 더 덥고 겨울은 상당히 추운 파르마와 같은 리구리아 산맥 뒤 지역과 극명하게 대조되는 바다에서 상당한 절제를 보이다.
매년 평균 2.9일 밤은 ≤0 °C의 기온을 기록했다(주로 1월에). 기록된 가장 추운 기온은 2012년 2월에 -8 °C였다. 2015년 8월 낮 동안 기록된 최고 온도는 38.5 °C이다. ≥30 °C의 온도가 있는 평균 연간 일수는 약 8일이며, 7월과 8월의 평균 4일이다.
바다의 평균 연간 온도는 1월–3월 기간의 13 °C에서 8월의 25 °C까지 17.5 °C이다. 6월에서 10월 사이의 평균 해수 온도는 19 °C를 초과한다.
제노바는 또한 바람이 많이 부는 도시이다. 특히 겨울에는 북풍이 포 계곡에서 시원한 공기를 자주 불러온다. (보통 낮은 온도, 높은 고기압, 맑은 하늘이 동반됨). 또 다른 전형적인 바람은 주로 대서양 교란과 폭풍의 결과로 남동쪽에서 불며 바다에서 습하고 따뜻한 공기를 가져온다. 강설량은 산발적이고, 도심에 많은 양의 눈이 내리는 경우는 드물지만, 거의 매년 발생한다. 제노바는 강한 대류로 인해 초가을에 폭우를 자주 내린다. 그럼에도 불구하고 전체 강수량 일수는 연간 수확량에 비해 상당히 적다.
연평균 상대습도는 68 %로 2월의 63 %에서 5월의 73 %까지 다양하다.
일조 시간은 겨울의 하루 평균 4시간에서 여름의 평균 9시간까지 연간 총 2,200시간 이상이다. 이 값은 유럽 북부와 북아프리카 사이의 평균이다.
| 제노바 (1991년~2020년)의 기후                     | 제노바 (1991년~2020년)의 기후 | 제노바 (1991년~2020년)의 기후 | 제노바 (1991년~2020년)의 기후 | 제노바 (1991년~2020년)의 기후 | 제노바 (1991년~2020년)의 기후 | 제노바 (1991년~2020년)의 기후 | 제노바 (1991년~2020년)의 기후 | 제노바 (1991년~2020년)의 기후 | 제노바 (1991년~2020년)의 기후 | 제노바 (1991년~2020년)의 기후 | 제노바 (1991년~2020년)의 기후 | 제노바 (1991년~2020년)의 기후 | 제노바 (1991년~2020년)의 기후 |
| 월                                                | 1월                           | 2월                           | 3월                           | 4월                           | 5월                           | 6월                           | 7월                           | 8월                           | 9월                           | 10월                          | 11월                          | 12월                          | 연간                          |
| ------------------------------------------------- | ----------------------------- | ----------------------------- | ----------------------------- | ----------------------------- | ----------------------------- | ----------------------------- | ----------------------------- | ----------------------------- | ----------------------------- | ----------------------------- | ----------------------------- | ----------------------------- | ----------------------------- |
| 역대 최고 기온 °C (°F)                            | 20.3 (68.5)                   | 22.5 (72.5)                   | 25.0 (77.0)                   | 29.4 (84.9)                   | 32.8 (91.0)                   | 35.6 (96.1)                   | 35.4 (95.7)                   | 38.3 (100.9)                  | 34.2 (93.6)                   | 28.9 (84.0)                   | 22.9 (73.2)                   | 20.8 (69.4)                   | 38.3 (100.9)                  |
| 일평균 최고 기온 °C (°F)                          | 12.1 (53.8)                   | 12.7 (54.9)                   | 15.2 (59.4)                   | 17.8 (64.0)                   | 21.5 (70.7)                   | 24.9 (76.8)                   | 27.8 (82.0)                   | 28.3 (82.9)                   | 25.0 (77.0)                   | 20.5 (68.9)                   | 16.1 (61.0)                   | 13.1 (55.6)                   | 19.6 (67.3)                   |
| 일일 평균 기온 °C (°F)                            | 9.1 (48.4)                    | 9.6 (49.3)                    | 12.1 (53.8)                   | 14.6 (58.3)                   | 18.4 (65.1)                   | 22.0 (71.6)                   | 24.7 (76.5)                   | 25.1 (77.2)                   | 21.8 (71.2)                   | 17.6 (63.7)                   | 13.3 (55.9)                   | 10.1 (50.2)                   | 16.6 (61.9)                   |
| 일평균 최저 기온 °C (°F)                          | 6.0 (42.8)                    | 6.5 (43.7)                    | 8.9 (48.0)                    | 11.3 (52.3)                   | 15.3 (59.5)                   | 19.0 (66.2)                   | 21.6 (70.9)                   | 21.8 (71.2)                   | 18.5 (65.3)                   | 14.7 (58.5)                   | 10.5 (50.9)                   | 7.1 (44.8)                    | 13.5 (56.3)                   |
| 역대 최저 기온 °C (°F)                            | −8.5 (16.7)                   | −5.0 (23.0)                   | −3.6 (25.5)                   | 3.4 (38.1)                    | 6.6 (43.9)                    | 7.3 (45.1)                    | 13.9 (57.0)                   | 10.7 (51.3)                   | 9.0 (48.2)                    | 5.1 (41.2)                    | 1.1 (34.0)                    | −3.6 (25.5)                   | −8.5 (16.7)                   |
| 평균 강수량 mm (인치)                             | 76.4 (3.01)                   | 57.9 (2.28)                   | 73.8 (2.91)                   | 83.6 (3.29)                   | 57.8 (2.28)                   | 51.2 (2.02)                   | 26.2 (1.03)                   | 47.6 (1.87)                   | 115.9 (4.56)                  | 149.7 (5.89)                  | 200.2 (7.88)                  | 99.4 (3.91)                   | 1,039.7 (40.93)               |
| 평균 강수일수 (≥ 1 mm)                            | 5.9                           | 5.0                           | 5.3                           | 7.0                           | 5.8                           | 4.4                           | 3.0                           | 3.7                           | 5.5                           | 7.4                           | 8.8                           | 6.9                           | 68.7                          |
| 평균 월간 일조시간                                | 117.8                         | 130.5                         | 158.1                         | 192.0                         | 220.1                         | 246.0                         | 294.5                         | 266.6                         | 201.0                         | 173.6                         | 111.0                         | 111.6                         | 2,222.8                       |
| 출처 1: Météo Climat                              |                               |                               |                               |                               |                               |                               |                               |                               |                               |                               |                               |                               |                               |
| 출처 2: 이탈리아 기상국 (일조시간: 1971년~2000년) |                               |                               |                               |                               |                               |                               |                               |                               |                               |                               |                               |                               |                               |

## 교육
제노바에서 처음으로 조직된 고등 교육 형태는 사립 대학이 의학, 철학, 신학, 법학, 예술 분야에서 학위를 수여할 자격이 있었던 13세기로 거슬러 올라간다. 오늘날 제노바 대학교는 15세기에 설립되었으며, 11개의 학부, 51개의 학과 및 14개의 도서관이 있는 이탈리아에서 가장 큰 대학교 중 하나이다. 2007-2008년에 이 대학에는 41,000명의 학생과 6,540명의 졸업생이 있었다.
제노바는 또한 다른 대학, 아카데미 또는 박물관의 본거지이다:
- 제노바 대학교
- 제노바 CNR 연구 분야
- 리구 스티카 미술 아카데미
- 리구리아 과학 문학 아카데미
- 이탈리아 공과 대학
- ISICT-정보통신기술 고등연구소
- 렌조 피아노 조립 워크숍
- OBR 개방형 건물 연구
- 이탈리아 상선 아카데미
- 니콜로 파가니니 음악원
- 이탈리아 수로 연구소
- 델레다 국제학교
- 제노바 독일 학교
- 제노바 만화 아카데미
- 제노바 국제학교
- 러시아 발레 대학

이탈리아 공과 대학은 기초 및 응용 연구의 우수성을 장려하기 위해 이탈리아 교육, 대학 및 연구부와 이탈리아 경제 재정부 장관이 공동으로 2003년에 설립했다. 연구소의 주요 연구 분야는 신경 과학, 로봇 공학, 나노 기술, 약물 발견이다. 중앙 연구실과 본사는 볼자네토 인근의 모레고에 있다.
미국 사우스캐롤라이나에 위치한 클렘슨 대학교(Clemson University)는 건축학도와 관련 분야의 학생들이 한 학기 또는 1년 동안 공부할 수 있는 빌라를 제노바에 두고 있다.
미국 플로리다주 마이애미에 위치한 플로리다 국제 대학교 (FIU)도 제노바에 소규모 캠퍼스를 두고 있으며, 제노바 대학교는 FIU 건축 학교에서 수업을 제공한다.

### 에르첼리 과학 기술 공원
제노바의 서부 지역에는 첨단 기술 기업인 지멘스, 에릭슨, 에사오테 및 이탈리아 공과 대학(IIT)의 로봇 연구소가 있는 건설 중인 과학 기술 공원인 에르첼리 GREAT 캠퍼스가 있다. 에르첼리 GREAT 캠퍼스 과학 공원은 확장 과정을 진행 중이며 앞으로 제노아 대학의 새로운 공학 학부를 유치할 예정이다. 이 프로젝트는 최근 몇 년 동안 기업이 직원을 해고하고 실질적인 성장이 없는 상황에서 어려움을 겪고 있다.

## 교통

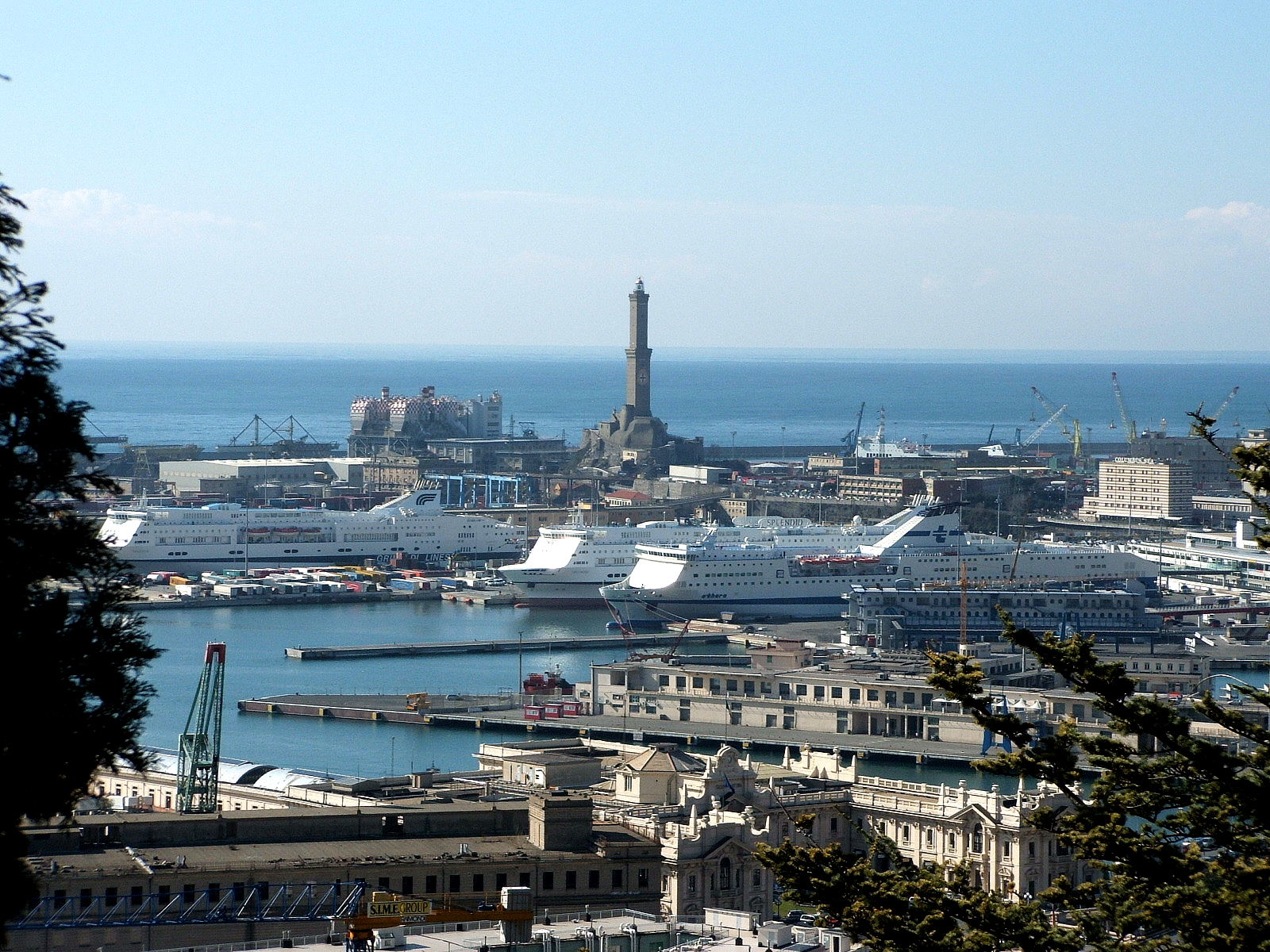
제노바항의 파노라마

### 항구
여러 크루즈 및 페리 노선이 2007년에 320만 명의 승객을 수송하는 구 항구의 여객 터미널에 서비스를 제공한다. MSC 크루즈는 이전 항구로 이전 한 제노바 회사 코스타 크루즈와 경쟁하여 제노바를 주요 모항 중 하나로 선택했다. 코스타 크루즈는 모항을 사보나로 이동했다. 여객 터미널의 부두는 250,000㎡의 면적에 걸쳐 확장되며, 크루즈 선박을 위한 5개의 선석과 페리를 위한 13개의 선석이 있으며 연간 4백만 페리 승객, 150만 대의 자동차 및 250,000대의 트럭을 수용할 수 있다. 폰테 데이 밀레의 역사적인 해상 역은 오늘날 수천 명의 승객을 태울 수 있는 최신 선박의 빠른 승하차를 보장하기 위해 세계에서 가장 현대적인 공항을 본떠 설계된 시설을 갖춘 기술적으로 진보된 크루즈 터미널이다. 세 번째 크루즈 터미널은 한때 곡물 운송에 사용되었던 부두였던 폰테 파로디의 재설계된 지역에 현재 건설 중이다.
코스타 크루즈 소유의 코스타 콩코르디아 유람선은 해체되기 전에 항구에 정박했다.

### 공항

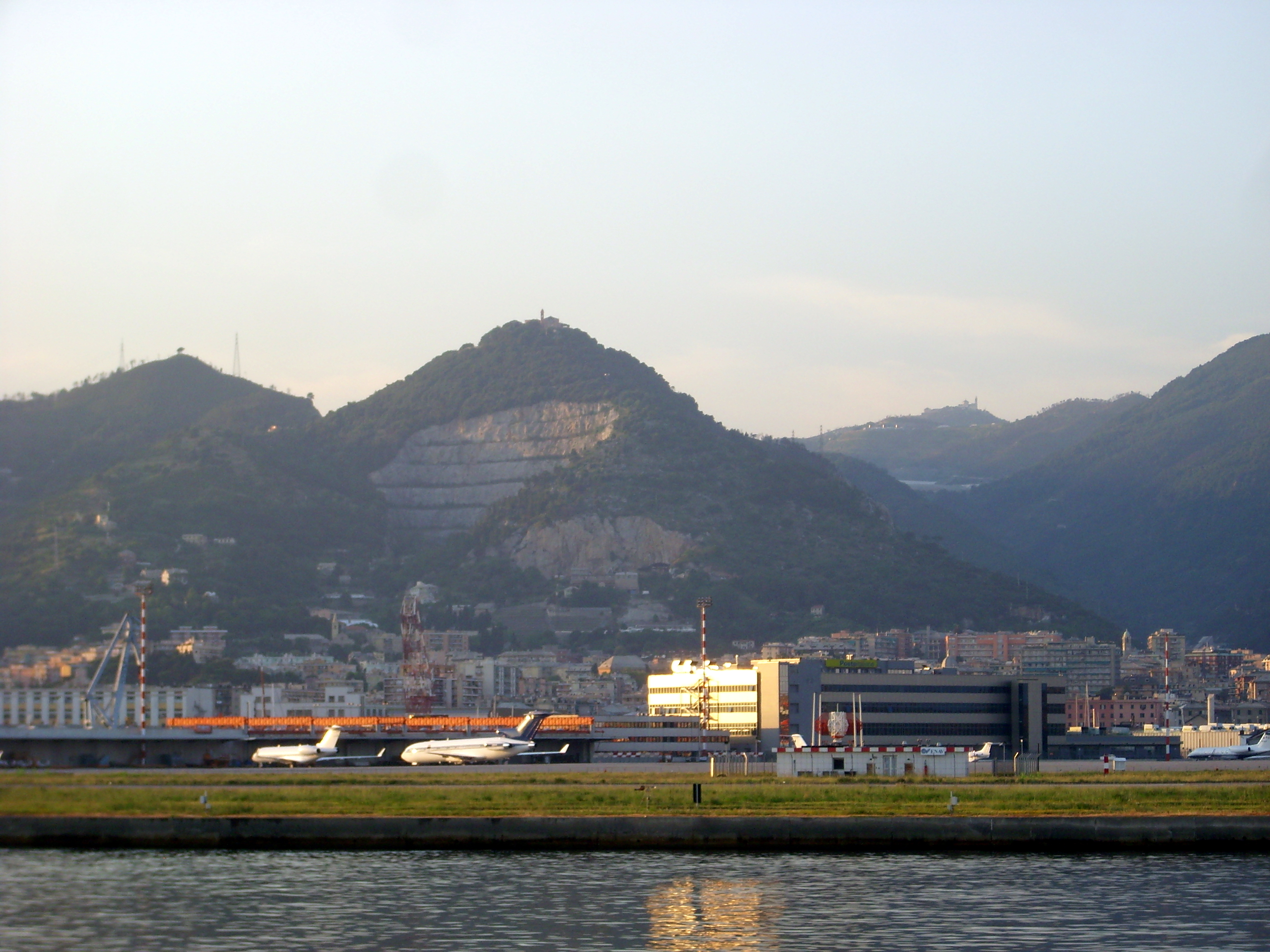
인공반도에 조성된 제노바 공항

제노바 공항(IATA : GOA, ICAO : LIMJ)(이탈리아어: Aeroporto di Genova)은 크리스토퍼 콜럼버스 공항(이탈리아어: Aeroporto Cristoforo Colombo)라고도 하며 서쪽으로 4NM(7.4 km) 떨어진 인공 반도에 건설되었다. 도시의. 공항은 현재 Aeroporto di Genova SPA에서 운영하고 있으며 최근에 공항 단지를 업그레이드했으며, 현재 로마, 나폴리, 파리, 런던, 마드리드 및 뮌헨으로 가는 여러 일간의 항공편으로 제노바를 연결한다. 2008년에 1,202,168명의 승객이 공항을 여행했으며, 국제 목적지 및 전세 항공편이 증가했다.

### 대중교통
주요 기차역은 동쪽의 제노바 브리뇰과 서쪽의 제노바 프린치페이다. 제노바 브리뇰은 비즈니스 지구와 전시 센터에서 가까우며 프린치페는 항구, 대학, 역사 지구에서 가깝다. 이 두 역에서 제노바와 프랑스, 토리노, 밀라노, 로마를 연결하는 주요 열차가 출발한다.
제노바에서 세 번째로 중요한 역은 인구 밀도가 높은 삼피에르다레나 지역을 담당하는 제노아 삼피에르다레나이다. 23개의 다른 지역 역은 네르비에서 볼트리까지의 30 km 길이 해안선과 볼차네토와 폴체베라 계곡을 통과하는 북부 노선의 다른 지역에 서비스를 제공한다.
제노바 시 행정부는 이러한 도시 철도 노선을 현재 브린과 도심을 연결하는 경전철인 메트로 폴리타나 디 제노바 (제노바 지하철)로 구성된 고속 교통 시스템의 일부로 전환할 계획이다. 2012년 12월 지하철 노선이 브리뇰레역까지 연장되었다. 현재 기차는 드 페라리와 브리뇰 사이의 코르베토역을 쉬지 않고 통과하고 있다. 인구 밀도가 높은 동부 자치구로의 추가 확장이 계획되었지만, 시정부는 경전철 확장을 완료하는 대신 새로운 트램 노선에 투자하여 대중 교통을 개선할 계획이다. 지하철 노선의 현재 역은 브린-체르토사, 드네그로, 프린치페, 다르세나, 산 조르지오, 산타고시티노 및 데 페라리이며, 노선 길이는 5.3 km이다.
도시의 언덕이 많은 자연은 대중교통에 영향을 미쳤다. 이 도시에는 2개의 케이블카 철도 (제카–리기 케이블카, 산타나 케이블카), 퀘치 경사 엘리베이터, 프린치페–그라나놀로 랙 철도 및 10개의 공공 리프트가 있다.
도시의 지하철, 버스 및 무궤도 전차 네트워크는 AMT(Azienda Mobilità e Trasporti SpA)에서 운영한다. 드린 버스는 제노바의 언덕이 많고 밀도가 낮은 지역을 연결하는 수요 반응형 운송 서비스이다. 예를 들어 제노바에서 대중교통으로 사람들이 출퇴근하는 데 보내는 평균 시간은 평일 54분이다. 대중교통 이용자의 10 %는 매일 2시간 이상을 이용한다. 사람들이 대중교통을 이용하기 위해 정류장이나 역에서 기다리는 평균 시간은 12분이며 라이더의 13 %는 매일 평균 20분 이상을 기다린다. 사람들이 대중교통을 이용하여 한 번 이동하는 평균 거리는 4km이며, 2 %는 한 방향으로 12 km 이상 이동한다.

## 스포츠
제노바는 세리에 A에 참가하고 있는 UC 삼프도리아와 제노아 CFC가 위치해 있다. 이들간의 더비 경기를 데르비 델라 란테르나라고 부른다.

## 자매 도시
- 그리스 키오스
- 미국 볼티모어
- 미국 콜럼버스
- 우크라이나 오데사
- 크로아티아 리예카
- 프랑스 마르세유